# Super Best
Super Best − сборник японской рок-группы The Blue Hearts, вышедший в 1995 году.

## Об альбоме
Super Best состоит в основном из ранних песен группы выпущенных на лейбле Meldac Records с 1987 по 1989 годы. Также включает 2 песни которые до этого не выходили на CD: песня «Blue Hearts Yori Ai o Komete», которая появлялась лишь в видео-сборнике The Blue Hearts Live! и «1985», записанную до заключения контракта с лейблом. Super Best вышел через месяц после East West Side Story, другого сборника, в который были включены песни, записанные на лейбле EastWest Japan. Сборник занял четвёртое место в чарте Japanese Oricon.

## Список композиций
1. Linda Linda 
(リンダリンダЛинда Линда )
2. Hito ni Yasashiku 
(人にやさしく )
3. Sha La La
(シャララ Ша-ла-ла)
4. Rokudenashi
(ロクデナシУблюдок)
5. Love Letter 
(ラブレターЛюбовное письмо)
6. Heisei no Blues
(平成のブルースБлюз Хэйсэй)
7. Kiss Shite Hoshii 
(キスしてほしいЯ хочу поцелуй)
8. Hammer
(ハンマーМолот)
9. Chain Gang
(チェインギャングСкованные цепью)
10. Train-Train (Поезд-поезд)
11. Line o Koete
(ラインを越えてПересекая линию)
12. Boku wa Koko ni Tatteiru yo
(僕はここに立っているよЯ стою здесь)
13. Eiyū ni Akogarete
(英雄にあこがれてЖелание героя)
14. Aozora 
(青空Синее небо)
15. Owaranai Uta
(終わらない歌Бесконечная песня)
16. Blue Hearts Yori Ai o Komete
(ブルーハーツより愛をこめてС любовью от Синих Сердец)
17. 1985